# Puget-Théniers (tổng)
Tổng Puget-Théniers là một tổng của Pháp. Tổng này nằm ở tỉnh Alpes-Maritimes trong vùng Provence-Alpes-Côte d’Azur.

## Các đơn vị hành chính
Tổng Puget-Théniers bao gồm các xã Puget-Théniers, La Penne, Rigaud, Ascros, Puget-Rostang, La Croix-sur-Roudoule, Saint-Antonin, Saint-Léger và Auvare.

## Lịch sử
| Ngày bầu cử | Tên                   | Đảng | Tư cách                       |
| ----------- | --------------------- | ---- | ----------------------------- |
| 1955 - 1979 | M. Marcel Isnardy     |      |                               |
| 1979        | M. Jean-Pierre Astier | PCF  |                               |
| 1985        | M. Jean-Pierre Astier | PCF  |                               |
| 1992        | M. Robert Velay       | RPR  | Thị trưởng của Puget-Théniers |
| 1998        | M. Robert Velay       | RPR  | Thị trưởng của Puget-Théniers |
| 2004        | M. Robert Velay       | UMP  | Thị trưởng của Puget-Théniers |

## Biến động dân số
| 1882                                         | 1926 | 1962 | 1968 | 1975 | 1982 | 1990 | 1999  |
|                                              |      |      |      |      |      |      | 2.386 |
| -------------------------------------------- | ---- | ---- | ---- | ---- | ---- | ---- | ----- |
| Số liệu từ năm 1990: Dân số không tính trùng |      |      |      |      |      |      |       |